# Tecpatán (kommun)
Tecpatán är en kommun i Mexiko.   Den ligger i delstaten Chiapas, i den sydöstra delen av landet, 600 km öster om huvudstaden Mexico City. Antalet invånare är 37 543. Arean är 770 kvadratkilometer.
Terrängen i Tecpatán är kuperad åt nordväst, men åt sydost är den bergig.
Följande samhällen finns i Tecpatán:
- Raudales Malpaso
- Tecpatán
- Adolfo López Mateos
- Nuevo Naranjo
- Rómulo Calzada
- Miguel Hidalgo y Costilla
- El Progreso
- Campamento General Emiliano Zapata
- Juan Sabines Gutiérrez
- Santos Degollado
- Adolfo Ruiz Cortines
- El Porvenir
- Nuevo México
- Gustavo Díaz Ordaz
- Azapac Amatal
- Belisario Domínguez
- San Fernando Díaz
- El Edén
- Cinco de Mayo
- La Alianza
- La Libertad
- San José Reforma
- Miguel Alemán
- Nuevo Vicente Guerrero
- Plan de Ayala
- Unión del Progreso
- Miguel Hidalgo Láminas Cuatro
- San José Cushipac
- José López Portillo
- Benito Juárez Lámina Uno
- La Venta
- Monte Alegre
- La Floresta
- San Marcos
- Achiote
- Roberto Barrios
- San Luis
- San Pablo
- Nucupac
- Palestina
- Casa Blanca
- Los Diamantes
- Cuchay Gién
- Candelaria el Jícaro
- Unión Azapac
- El Estrecho
- Menapac
- Tierra y Libertad
- Los Lirios
- Nueva Esperanza
- La Nueva Jerusalén
- Simbak
- Francisco Villa
- San Antonio el Carmen
- Miravalle
- Santa Cruz Buenavista
- Rancho Alegre
- Reacomodo Nuevo México
- Lázaro Cárdenas 2